# Cyphochilus elongatus
Cyphochilus elongatus är en skalbaggsart som beskrevs av Brenske 1894. Cyphochilus elongatus ingår i släktet Cyphochilus och familjen Melolonthidae. Inga underarter finns listade i Catalogue of Life.